# E.B. White

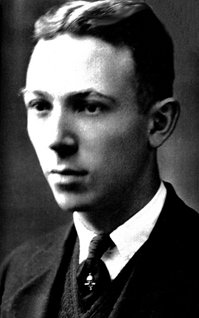
E.B. White

E.B. White, właśc. Elwyn Brooks White (ur. 11 lipca 1899 w Mount Vernon, w stanie Nowy Jork, zm. 1 października 1985 w North Brooklin, w stanie Maine) – amerykański pisarz.
Napisał podręcznik stylistyczny The Elements of Style (1959), a także książki dla dzieci: Stuart Malutki (1945, Stuart Little), Pajęczyna Szarloty (1952, Charlotte’s Web) i Łabędzie nutki (1970, The Trumpet of the Swan).
Pisał także do czasopism i gazet codziennych. Przez wiele lat był współpracownikiem amerykańskiego tygodnika społeczno-politycznego The New Yorker.
W 1978 roku otrzymał honorową nagrodę Pulitzera za całość twórczości. Zmarł 1 października 1985 na Alzheimera w swoim domu w North Brooklin.